# Kazimierz Zmyślony
Kazimierz Zmyślony (ur. 7 lutego 1928 w Galewie k. Dobrzycy, zm. 1 marca 2014) – polski rolnik, Sprawiedliwy wśród Narodów Świata

## Życiorys
W czasie wojny został przesiedlony z Wielkopolski na Lubelszczyzną. Zamieszkał z rodzicami we wsi Studzianki i ze względu na pogarszającą się sytuację materialną rodziny w wieku trzynastu lat podjął pracę jako służący w folwarku Wawrzyniec Gnat. W 1943 r. w folwarku pojawiła się sześcioosobowa rodzina żydowska: Jankiel i Raisla Brand oraz ich czwórka dzieci: Esther, Mindla, Andzia i Szymon. Rodzina ukrywała się na terenie folwarku przez trzy tygodnie, a następnie ze względów bezpieczeństwa przenieśli się do pobliskiego lasu. Piętnastoletni Zmyślony przynosił zbiegłym co drugi dzień żywność i wodę z oddalonego o około sześć kilometrów gospodarstwa. Dzięki jego pomocy rodzina Brandów przeżyła wojnę. Zmyślony znalazł schronienie w stodole dla bezdzietnego żydowskiego małżeństwa o nieznanym nazwisku. Sprawował później nad nimi opiekę, wynosząc nieczystości i zaopatrując w pożywienie. Ostrzegł małżeństwo przed przeszukaniem Studzianek przez Niemców. Rodzice Zmyślonego nie byli świadomi pomocy, jakiej Kazimierz udzielał Żydom.
W 1944 r. Zmyślony wstąpił do Armii Ludowej. Po zakończeniu wojny rodzina Brandów wyemigrowała do Brazylii i zamieszkała w São Paulo.
10 maja 1994 roku Jad Waszem uznał go za Sprawiedliwego wśród Narodów Świata.